# Sempervivum giuseppii
Sempervivum giuseppii är en fetbladsväxtart som beskrevs av Wale. Sempervivum giuseppii ingår i släktet taklökar, och familjen fetbladsväxter. Inga underarter finns listade i Catalogue of Life.